# Wehrkreis
Wehrkreis (Distrito Militar) eram as regiões pela qual o Reichswehr dividia a Alemanha na sua organização interna. Cada Wehrkreis compreendia uma determinada região. Ao início da guerra, a Alemanha estava dividida em 15 distritos militares, chegando a 19 no auge das conquistas.